# Bola de golf

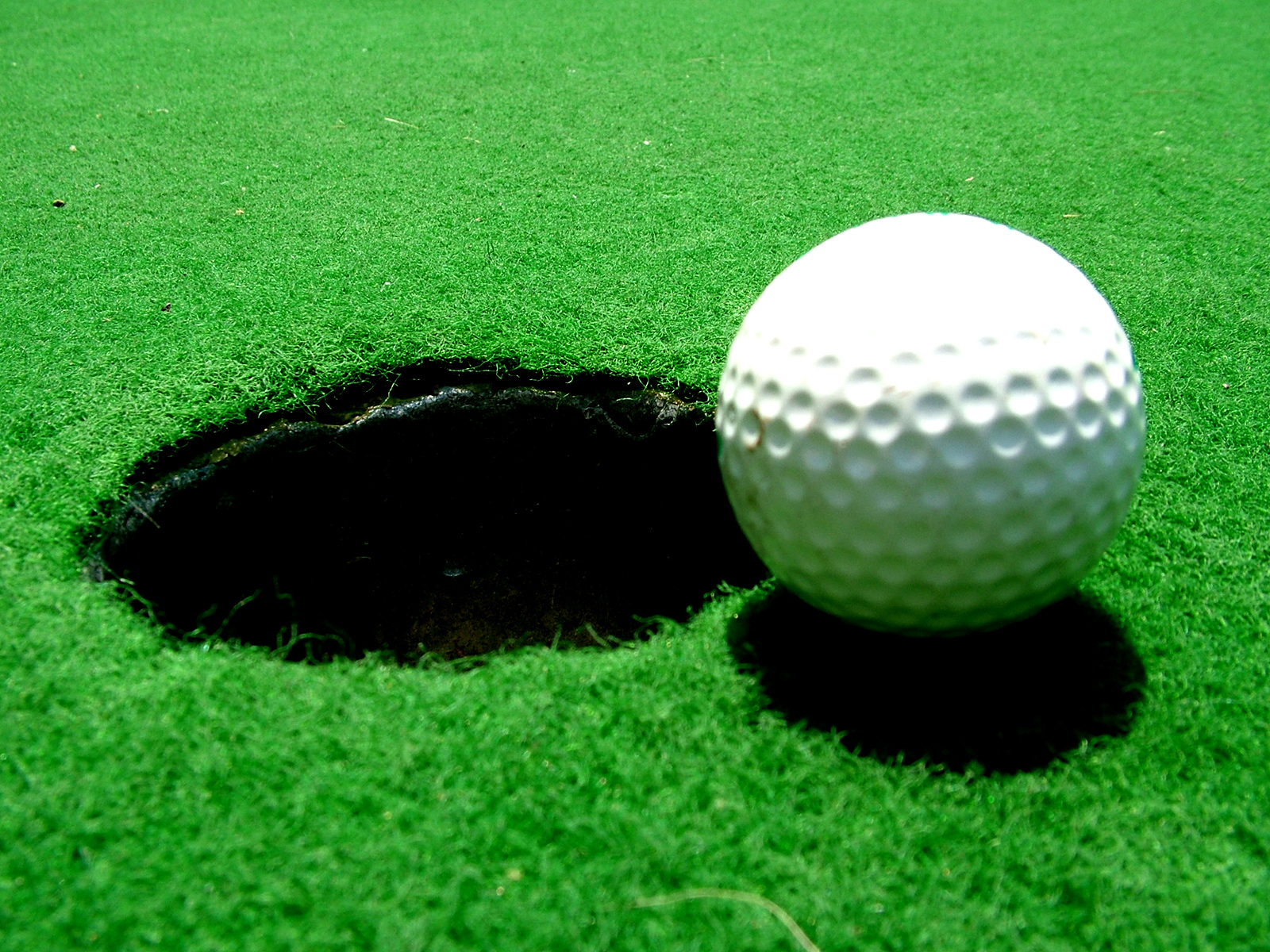
Bola de golf.

La bola de golf es una bola específicamente diseñada para jugar al golf, usada con los palos de golf. No debe pesar más de 45,93 gramos. Hay que tener en consideración que una bola más pesada llega más lejos. El diámetro no puede ser menor a 42,67 milímetros. Al igual que los palos, en los torneos oficiales están sujetos a revisiones para verificar que cumplen con las regulaciones.
Los distintos tipos usados dependen de las características y preferencias de los jugadores. También se acostumbra a usar bolas previamente utilizadas pocas veces por otros jugadores, fundamentalmente provenientes de torneos.

## Historia
Hasta el siglo XVII, las bolas eran de madera, cuando se introdujo un modelo con una carcasa de cuero rellenada de plumas de oca o pollo. Se conseguían tantas plumas como para rellenar un sombrero de copa, se calentaba todo, y se mojaba, y se construía la bola. Cuando se enfriaba y se secaba, el cuero se contraía, las plumas se expandían, y la bola quedaba compacta.
Esta bola tenía una capacidad de vuelo superior, aunque eran mucho más caras debido a su manufactura manual. Además no eran perfectamente redondas, por lo que su vuelo era irregular. Cuando se usaba en situaciones húmedas, era común que se pudrieran las cuerdas, y la bola se abriera.
En 1848, el doctor Robert Adams Paterson (a veces llamado Patterson) inventó la gutapercha, que se puede moldear en forma redonda mientras está caliente. Debido a los arañazos, la bola tenía más agarre y su vuelo era más real. Como añadido, eran más baratas de fabricar. No es de extrañar que rápidamente reemplazaran a las bolas de plumas.
Ya en el siglo XX, se inventaron bolas de dos capas. Primero usando un núcleo líquido o sólido, cubierto por una capa hecha con un hilo de caucho y una fina capa protectora. Esto permite ajustar la longitud, giro y otras características. Estas son las primeras bolas que rebotan hasta el techo con poco esfuerzo.
Las bolas modernas se hacen con varias capas. Se clasifican en dos piezas, tres, o cuatro, en función de las capas que tienen.

## Regulaciones
Las reglas de The Royal and Ancient Golf Club of St Andrews y United States Golf Association establecen un diámetro mínimo de 42,67 milímetros, un peso máximo de 45,93 gramos y una velocidad máxima de 76 metros por segundo. 

## Aerodinámica
El golpe del palo contra la bola dura menos de un milisegundo y determina la velocidad, el ángulo de elevación y el giro, que definen la trayectoria y el comportamiento cuando aterriza.
Durante el vuelo, la bola recibe fuerzas de sustentación y arrastre. Los alveolos entonces tienen un papel fundamental:
- Primero, la capa limítrofe con el lado superior cambia de laminar a turbulenta, la cual permanece junto a la superficie más tiempo que en estado laminar. Esto crea una estrecha zona de baja presión, que ayuda a mantener la bola en el aire y aumenta su vuelo.

- Segundo, la contrarrotación genera elevación, pues deforma el aire, tal como sucede en las alas del avión, siguiendo el efecto Magnus. Esto sucede en el instante del golpe y proporciona más longitud de vuelo.

De modo similar, el palo puede proporcionar una rotación lateral, que genera una trayectoria curvilínea. Sin embargo, esto anula parcialmente el efecto anterior, reduciendo la distancia. El diseño de algunos alveolos sirve para contrarrestar este efecto indeseable.
Para sacar el máximo partido, las bolas deben estar limpias. Alveolos sucios o dañados afectan negativamente a las características de la bola.
Siguiendo las reglas de la termodinámica, calentar la bola genera más distancia, y mojarla incrementa el giro.

## Diseño
El diseñador y fabricante inglés William Taylor patentó en 1905 los alveolos en las bolas de golf. Por la misma época otros diseños eran "malla" y "espino", pero no tuvieron éxito.
La mayoría de las bolas actuales tienen entre 250 y 450 alveolos, aunque se han fabricado bolas de 500, y el récord es 1070 alveolos. Casi todas las bolas tienen un número par de alveolos. La excepción es Srixon AD333, que tiene 333.
Las bolas oficiales deben ser lo más simétricas posibles. Si son asimétricas, la bola se autoajusta en el giro y supone una ventaja extra que no admitió la asociación USGA en 1981, tras un acuerdo con Polara, que era el fabricante de estas bolas.
El color es mayoritariamente blanco, aunque también las hay amarillas, naranjas (para situaciones de niebla) y de otros colores. Asimismo es habitual que incluyan franjas de diseño, el logotipo del fabricante y números para que el jugador las identifique.

## Selección
Las bolas se categorizan en aquellas de recreo y las avanzadas. Las primeras tienen una capa externa sólida y una interna más blanda. Los jugadores de swings más rápidos prefieren bolas de tres capas o más, con un núcleo firme. Producen mayor giro y aprovechan mejor el efecto de pegada.
Notar que la selección errónea de la bola perjudica la efectividad. Un jugador potente golpeará una bola de recreo con demasiada velocidad y se comprimirá demasiado, generando un golpe inadecuado.

## Bolas de diversión
- Ruptura (Breakaway). Es hueca y se rompe en mil pedazos al golpearla.
- Explota (Exploding). Similar, pero contiene un explosivo que desintegra la bola.
- Elástica (Stallers). Son muy blandas, e incluso un golpe suave hace que se eleven alto y pueden incluso efectuar bucles.
- Esponja (Sponge). Mucho más blandas. Se usan para practicar golf dentro de una habitación.
- Balbuceo (Wobblers). El centro de masa no está en el centro de la bola, por lo que su trayectoria es imprevisible.
- Flota (Floaters). Son menos densas que el agua, por lo que si acaban en un lago, flotan en vez de hundirse.
- Ultra-distancia (Super-distance). Con menos alveolos y más pesadas que las bolas normales, por lo que reducen las turbulencias y la resistencia al viento.
- Nocturna (Night golf balls). Brillan en la oscuridad.

## Récords
El canadiense Jason Zuback hizo un golpe a 328 km/h.[cita requerida]

## Curiosidades
Una bola de golf bien lanzada puede recorrer hasta 275 m gracias a los hoyuelos (alveolos) de su superficie; si fuera lisa, se desplazaría a lo sumo 65 m en la cancha. 
Cuando una bola lisa está en vuelo, una capa de aire se adhiere a su superficie frontal y luego se separa de ella y se arremolina en la parte posterior hasta aminorar su velocidad. Los numerosos hoyuelos de una bola de golf, en cambio, hacen que el aire se pegue no a la superficie frontal, sino casi a la parte posterior de la misma, lo cual crea menor resistencia que en una bola lisa.
Los hoyuelos tienen otra finalidad: como la bola de golf siempre gira hacia atrás al ser golpeada, aquellos jalan el aire hacia la parte superior de su superficie y producen una diferencia de presión que ocasiona que la bola se mantenga más tiempo en el aire.